# Departamento de Correcciones de la Florida

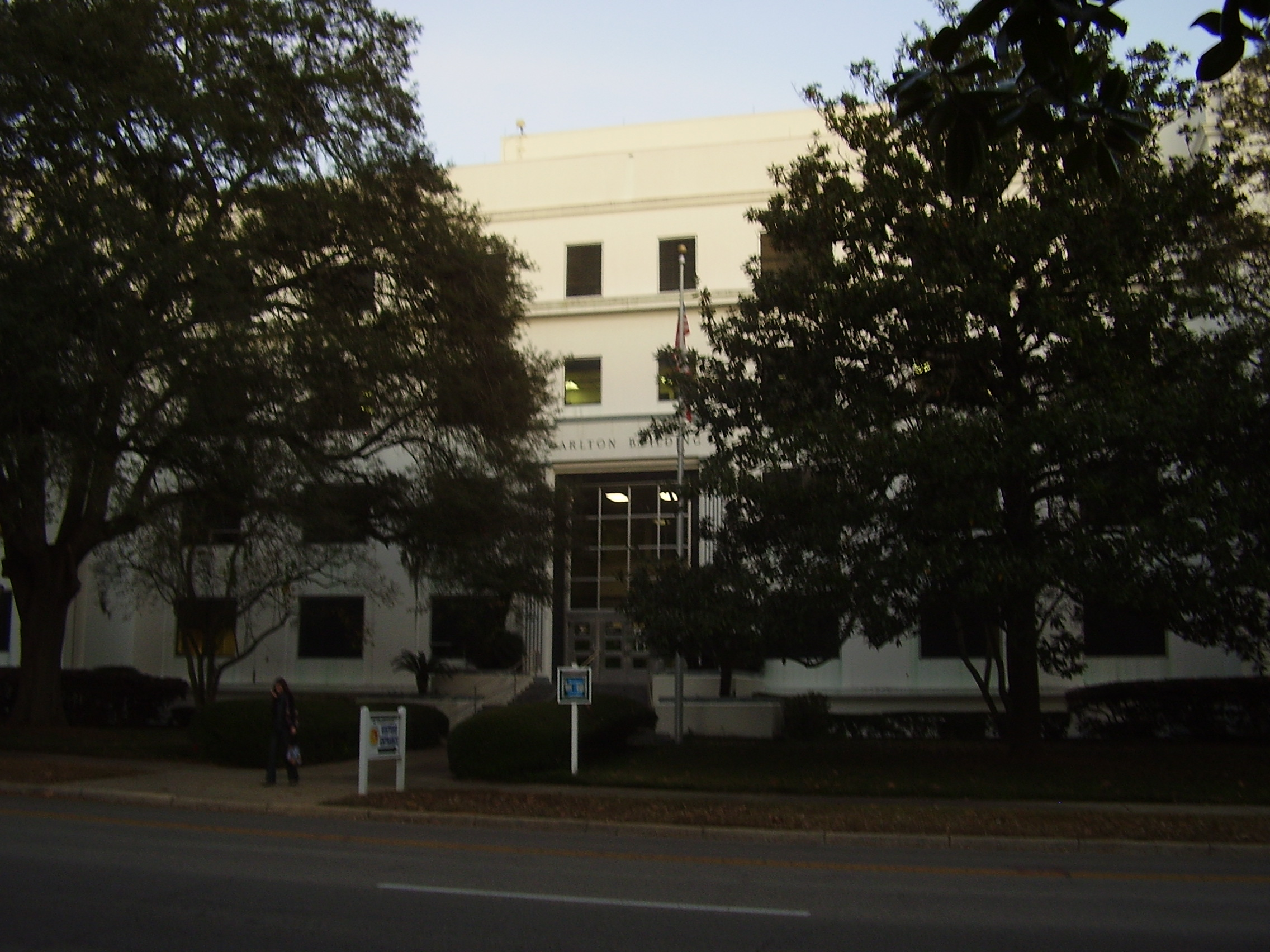
Edificio Doyle Carleton, la sede del FDOC

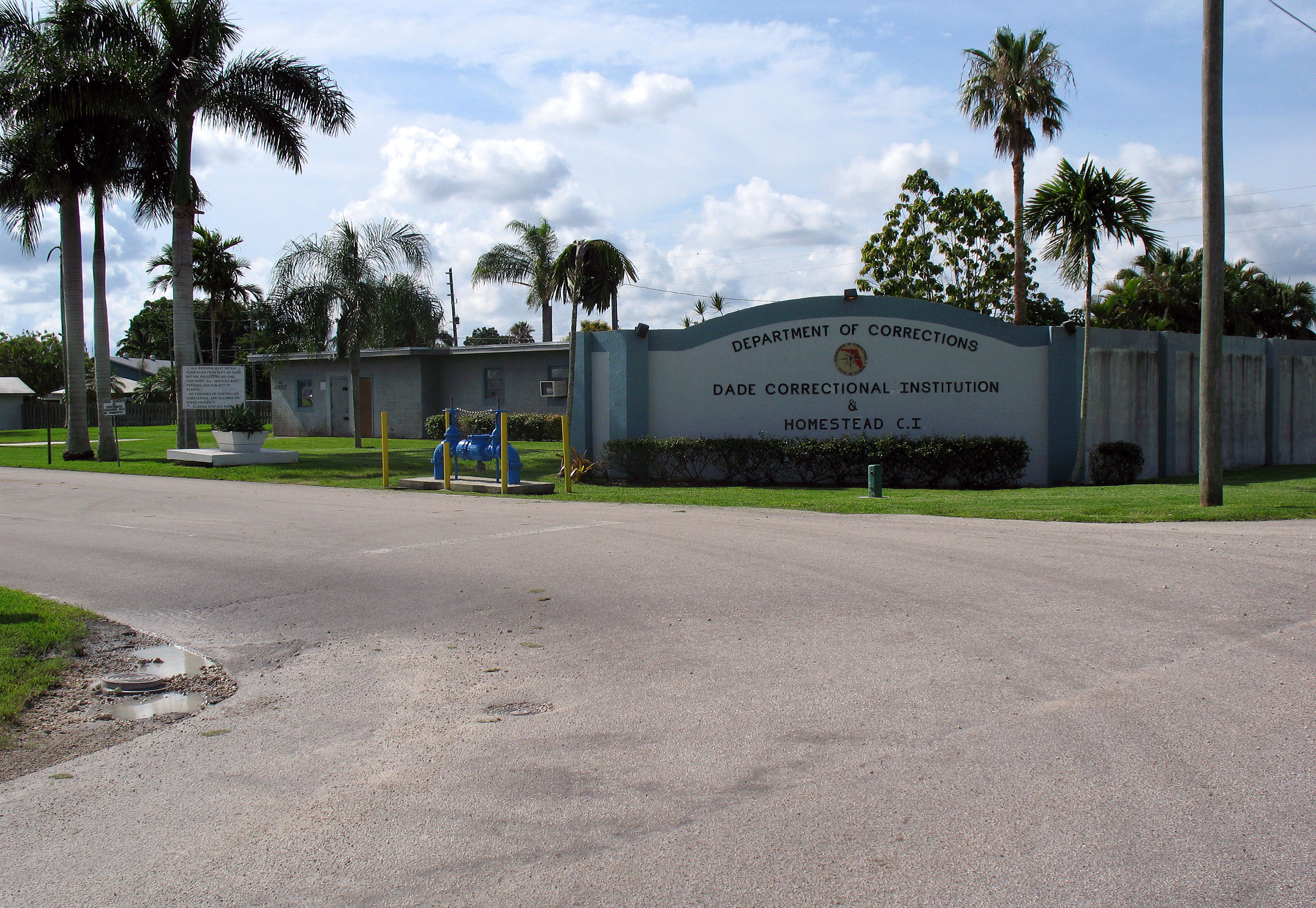
Institución Correccional de Dade/Institución Correccional de Homestead

El Departamento de Correcciones de la Florida (Florida Department of Corrections, FDOC) es una agencia del Estado de Florida en los Estados Unidos. El departamento gestiona prisiones y cárceles. Tiene su sede en el Carlton Building en la ciudad de Tallahassee. FDOC tiene un programa de información pública de la ley 10-20-VIDA (10-20-LIFE), una ley con términos mínimos mandatorios en prisión para criminales que cometen delitos graves con armas de fuego.